# Cleora fowlesi
Cleora fowlesi är en fjärilsart som beskrevs av Robinson 1971. Cleora fowlesi ingår i släktet Cleora och familjen mätare. Inga underarter finns listade i Catalogue of Life.